# Ядвигин Ш.
Ядви́гин Ш. (бел. Ядвігін Ш., настоящее имя — Антон Иванович Леви́цкий, бел. Антон Іванавіч Лявіцкі, 4 января 1869, Добосна, Могилёвская губерния, Российская империя — 24 февраля 1922, Вильно, Срединная Литва) — белорусский писатель, переводчик и журналист, один из основателей белорусской прозы.

## Биография
Родился в дер. Добосна (ныне Кировский район, Могилёвская область, Беларусь) в семье управляющего имением.
Учился в школе, организованной в доме писателя Винцента Дунина-Марцинкевича в Лютинке. После окончания Минской гимназии учился на медицинском факультете Императорского Московского университета, однако в 1890 году был арестован и исключён из университета за участие в студенческих волнениях. В тюрьме занимался переводами на белорусский язык. После освобождения и возвращения на родину работал помощником аптекаря, в 1893 году закончил комедию «Злодзей», которая, однако, была запрещена цензурой. Долгое время жил в имении Карпиловка под Радошковичами, где познакомился с классиком белорусской литературы Янкой Купалой. В 1906 году опубликовал своё произведение «Суд» в газете «Наша доля». В 1909—1910 годах был секретарём, а затем заведующим литературным отделом крупнейшей белорусской газеты «Наша ніва», выходившей в Вильно. Активно участвовал в деятельности Белорусского издательского общества. Впоследствии работал в редакции газеты «Беларус», был техническим редактором сельскохозяйственного журнала «Саха́» и издававшегося Алоизой Пашкевич журнала для детей и молодёжи «Лучынка».
Издал сборники рассказов «Бярозка» и «Васількі», книгу воспоминаний, ряд публицистических статей. Также является автором незаконченного романа «Золата».